# Гранат, Александр Наумович
Алекса́ндр Нау́мович Грана́т (1 (13) июня 1861, Могилёв — 7 сентября 1933, Москва) — российский издатель, основатель (вместе с младшим братом Игнатием Наумовичем) знаменитого издательства «Гранат».
Родился в семье одесского купца Наума (Нахима) Кивовича Граната. Дядя, строительный подрядчик Симха Кивович (Семён Кириллович) Гранат (1831—1916), был купцом первой и второй гильдий в Санкт-Петербурге.
Окончил Рижское политехническое училище, инженер-механик.

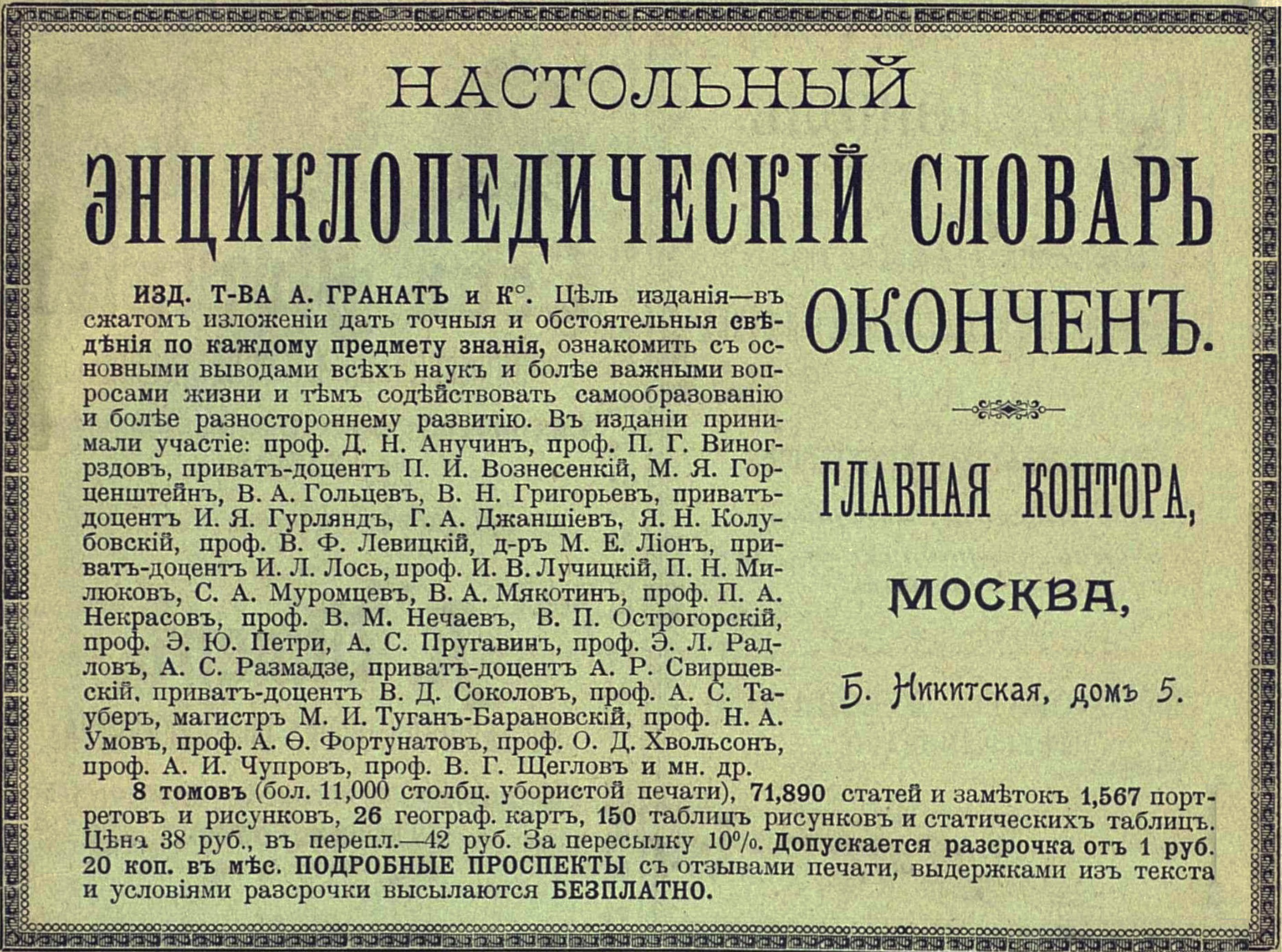
Реклама энциклопедического словаря издательства «Гранат», 1898 год

Братья Гранат были не только издателями, но и редакторами выпускаемых книг. Издавая «Энциклопедический словарь Гранат», способствовали напрямую созданию российских энциклопедий, и косвенно впоследствии — советских. С 1908 году с ними сотрудничал В. И. Ленин.

## Семья
Состоял в браке с Диной Моисеевной Гинзбург. Дети: София, Надежда (Ноемия, 1893) и Михаил (расстрелян в 1931 году).
Племянник (сын сестры) — революционный и хозяйственный деятель, экономист Юрий Ларин. Внучатый племянник — археолог и этнограф Михаил Григорьевич Рабинович (1916—2000), лауреат Государственной премии Российской Федерации (1993).
Урны с прахом А. Н. Граната и его жены захоронены в Москве, в колумбарии № 2 бывшего здания Донского крематория на Новом Донском кладбище.